# Інверсія кільця

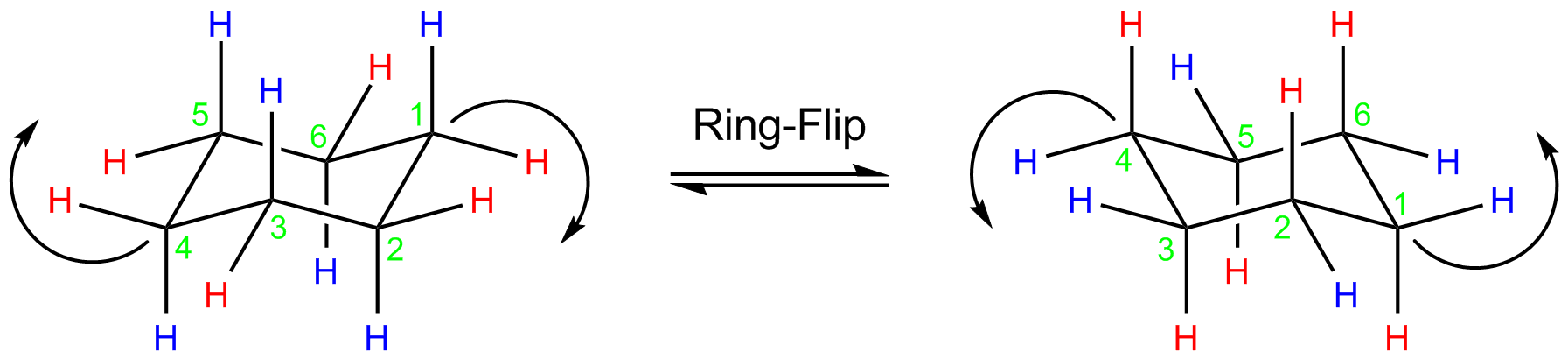
Інверсія кільця

Інверсія кільця циклу (рос. инверсия кольца, англ. ring reversal (ring invertion), Ring Flip) — трансформація однієї циклічної конформації в іншу, що відбувається без розривів циклічних зв'язків, лише внаслідок конформаційних рухів. Веде до циклічної структури тієї ж форми. Таке взаємоперетворення циклічних конформерів відбувається шляхом обертання навколо одинарних зв‘язків (з деформацією кутів у перехідному стані). При цьому еквівалентні форми кілець можуть переходити одна в одну (напр., крісло → крісло), але не обов'язково зберігаються еквівалентні позиції замісників(напр., екваторіальні можуть перейти в аксіальні).